# Wołkowskaja (stacja kolejowa)
Wołkowskaja (ros. Волковская) – towarowa stacja kolejowa w miejscowości Petersburg, w Rosji.

## Historia
W czasach carskich powstał tu posterunek odstępowy o nazwie Wołkowskij Post (ros. Волковский Постъ). Później zbudowano w jego miejscu stację.